# Trung Hoàn, Singapore
Khu Trung Hoàn (tiếng Trung: 中环区, tiếng Mã Lai: Zon Tengah, tiếng Tamil: மத்திய பகுதி, tiếng Anh: Central Area), còn được gọi là Khu vực Trung tâm, Khu vực Thành phố (City Area hay The City), là trung tâm của thành phố Singapore. Nằm ở địa phận đông nam của vùng Trung tâm, khu Trung Hoàn bao gồm 11 khu vực quy hoạch có quyền bầu cử, như Downtown Core, Đông Marina, Nam Marina, Bảo tàng, Newton, Orchard, Outram, Thung lũng Sông, Rochor, Sông Singapore và Straits View, theo quy định của Cơ quan Tái phát triển Đô thị. Thuật ngữ Quận thương mại Trung tâm (CBD) từng được sử dụng để miêu tả phần lớn khu Trung Hoàn, mặc dù ranh giới của nó nằm trong Downtown Core.
Khu Trung Hoàn bao quanh Sông Singapore và vịnh Marina, nơi những khu định cư đầu tiên trên đảo được thành lập ngay sau sự xuất hiện của Raffles năm 1918. Xung quanh khu vực là phần còn lại của Vùng trung tâm. Khu Trung Hoàn còn chia sẻ ranh giới với những khu vực quy hoạch của Novena ở phía bắc, Kallang ở phía bắc và đông nam, Tanglin ở phía tây và tây bắc, Bukit Merah ở phía tây nam và Công viên Marine ở phía đông.

## Lịch sử
Phần lớn khu Trung Hoàn được bao quanh bởi đường Telok Ayer, trong đó tập trung nhiều tòa nhà cao tầng được xây dựng trên đất đai cải tạo. Do đó Thiên Phúc Cung (chữ Hán: 天福宫, chuyển tự: Thian Hock Keng), ngôi đền được xây dựng năm 1839 bên cạnh đường Telok Ayer được sử dụng đối diện với mặt biển. Chùa còn được những người nhập cư Trung Quốc viếng thăm để cảm tạ Thiên Hậu Thánh mẫu (Nữ thần của biển cả) bởi đã bảo vệ hành trình an toàn của họ. Trước năm 1839, chùa từng là một ngôi miếu dành cho những người nhập cư Phúc Kiến.

## Sử dụng đất
Các cửa hàng buôn bán trên Đồi Ann Siang đã thay đổi mục đích sử dụng trong những năm qua. Trong quá khứ, những cửa hàng này được sử dụng làm nhà ở cho nhiều đảng phái tồn tại trong khu vực Chinatown. Do tình trạng thiếu nhà ở trầm trọng bởi sự tàn phá của Thế chiến thứ hai, một tờ báo HDB ước tính trong năm 1996, 250,000 đã sống trong những cửa hàng buôn bán bẩn thỉu bên trong khu Trung Hoàn.